# Extinktion (Psychologie)
Extinktion (lateinisch exstinguere = auslöschen, löschen) oder Löschung wird als Fachbegriff  in der Lernpsychologie bzw. Lerntheorie sowie als Vorgehensweise in der Verhaltenstherapie verwendet. In diesem Zusammenhang meint Extinktion die Abschwächung oder Aufhebung einer zuvor konditionierten, d. h. erlernten Kopplung zwischen einer Ausgangssituation (bzw. deren Faktoren) und einem Antwortverhalten. Die Extinktion ist zu unterscheiden von der Habituation und der Anpassungsfähigkeit, die beide damit verbunden sind, dass sich ein naturgemäß vorhandener Ablauf aufgrund von Gewöhnung oder Anpassung abschwächt. Der Terminus Antwortverhalten kann sich einerseits auf eine Verhaltensreaktion von Tieren oder von Menschen beziehen. Andererseits mag damit auch ein aktivierter Vorgang innerhalb eines Organismus bezeichnet werden.

## Begriffsursprung
Abgeleitet wurde die Vorstellung der Extinktion aus der Arbeit des russischen Mediziners und Physiologen Iwan Petrowitsch Pawlow zur Klassischen Konditionierung. Der Begriff Löschung wurde von Pawlow selbst nie verwendet; er schrieb stets von Hemmung und Abschwächung. In der englischen Übersetzung wurde daraus extinction. Da Pawlows Werke dann aus dem Englischen ins Deutsche übersetzt wurden (statt direkt aus dem Russischen), etablierte sich der Übersetzungsfehler auch im Deutschen als Fachausdruck (Extinktion oder Löschung).

## Abgrenzung Habituation, Konditionierung, Extinktion
Bei der Habituation ist davon auszugehen, dass für eine bestimmte Ausgangssituation eine angeborene Verankerung für ein bestimmtes Antwortverhalten existiert. Die beteiligten Strukturen müssen vollständig ausgebildet sein, damit der Ablauf wie vorgesehen stattfinden kann. Ist dies nicht der Fall, kann es zu einem abgeschwächten Antwortverhalten kommen. Sind die Strukturen ausgebildet und tritt die Ausgangssituation erstmals ein, erfolgt zunächst das verankerte Antwortverhalten. Wiederholt sich dieser Ablauf oder dauert er länger an, wird sich das Antwortverhalten durch Gewöhnung abschwächen.
Im Hinblick auf die Entstehung eines konditionierten Ablaufes kann für eine Ausgangssituation ein angeborenes Antwortverhalten verankert sein, muss aber nicht. Relevant ist, dass sich der gleiche Ablauf mehrfach mit besonderen Begleiterscheinungen oder Konsequenzen verbindet. Es kommt durch diese Kopplung dazu, dass das Antwortverhalten auf die Ausgangssituation (bzw. auf einzelne Faktoren derselben) sich gegenüber vorher deutlich verändert. Es handelt sich um ein durch Konditionierung entstandenes Antwortverhalten.
Für die Extinktion wird nun eine so konditionierte Kopplung von Ausgangssituation und Antwortverhalten angenommen. Diese neue Kopplung kann durch Einwirkungen auf die Ausgangssituation oder auf das neu entstandene Antwortverhalten rückgängig gemacht, abgeschwächt oder gelöscht – extingiert – werden; es erfolgt eine Abgewöhnung.
Beispiel aus der Psychoonkologie
Beim erstmaligen Betreten eines Behandlungsraumes für Chemotherapie würde bei jedem Menschen ein angeborener Informationsverarbeitungsprozess einsetzen: Ohne vorherige Lernerfahrungen (Konditionierungen) würde der Anblick des Raumes wohl eine mehr oder minder erhöhte Aufmerksamkeit erzeugen, und die neue Situation würde auf bekannte und unbekannte Details `abgescannt´. Diese erhöhte Aufmerksamkeit würde sich nach mehrmaligem Betreten oder längerem Aufenthalt durch Habituation abschwächen. Ansonsten würde der Raum kein spezifisches Antwortverhalten (z. B. körperliche Beschwerden) aktivieren.
Bei Krebspatienten kommt es häufiger in Zusammenhang mit einer Chemotherapie dazu, dass der Behandlungsraum selbst mit den belastenden Nebenwirkungen der Chemotherapie (z. B. Magenbeschwerden, Übelkeit) verbunden wird. So kann es passieren, dass ein Patient nach einigen Behandlungssitzungen bereits beim Betreten des Raumes oder sogar außerhalb desselben durch bestimmte Assoziationen (z. B. Gerüche, Geräusche) die erwähnten Beschwerden erfährt. Eine neue Kopplung von Ausgangssituationen und Antwortverhalten ist durch Konditionierung entstanden.
Nun sei angenommen, dass im Rahmen einer psychotherapeutischen Intervention das Phänomen bearbeitet würde, dass der Patient bereits beim Betreten des Chemotherapie-Behandlungsraumes (Ausgangssituation) mit Magenbeschwerden und Übelkeit (konditioniertes Antwortverhalten) zu kämpfen hat. Die Intervention wäre erfolgreich, der Patient könnte den Behandlungsraum wieder ohne Vorabbeschwerden betreten. Das konditionierte Antwortverhalten auf den Raum wäre extingiert, d. h. gelöscht bzw. abgemildert worden.

## Differenzierung
Man kann sich den Prozess der Extinktion als einen (Um‑)Programmierungsvorgang des Nervensystems vorstellen, in dessen Verlauf erlernte Kopplungen zwischen den Faktoren einer Ausgangssituation und einem Antwortverhalten abgeschwächt, gelöscht und ggf. ergänzt bzw. überschrieben werden. Insofern als im Zuge der Extinktion neue Kopplungen entstehen können, ist diese Form der Extinktion dann auch als eigenständiger, neuer Lernprozess zu verstehen. Aus Sicht der Lernpsychologie oder der Verhaltenstherapie wird dabei auch von der Umkehr des Konditionierungsprozesses oder der Gegenkonditionierung gesprochen. Es können auch völlig neue Kopplungen und damit Konditionierungen entstehen.
Bildlich gesprochen, bleiben gleichwohl Spuren der vorher konditionierten Kopplung auf der Festplatte des Nervensystems gespeichert. Die Nachhaltigkeit der Abschwächung oder Aufhebung ist demnach variabel und von vielen Faktoren abhängig. Solche Faktoren könnten beispielsweise die Stärke der physiologisch-reflexartigen oder genetischen Verankerung (vgl. auch preparedness), der emotional-motivationale Anteil der Kopplung oder die Frequenz zufällig eintretender oder gezielter Verstärker im Sinne der Extinktion sein (vgl. auch Extinktionswiderstand, Extinktionsresistenz). Im Zusammenhang mit Lernprozessen aller Art ist davon auszugehen, dass von der Nachhaltigkeit der Abschwächung oder Aufhebung alter, evtl. nicht mehr sinnvoller Lernzusammenhänge in der Folge auch die Nachhaltigkeit der Etablierung neuer Lernzusammenhänge abhängt.
Als wichtige Merkmale der Extinktion/Löschung werden in diesem Zusammenhang die Spontanerholung (spontaneous recovery; zeitlicher Fokus), die Erneuerung (renewal effect; zeitlich-räumlicher Fokus) und Wiederinkraftsetzung (reinstatement) betrachtet. Spontanerholung bedeutet, dass eine erfolgte Extinktion ggf. nur vorübergehend wirkt, und nach einer gewissen Zeitspanne in derselben Ausgangssituation die ursprüngliche Kopplung wiederhergestellt ist. Die Extinktion ist also nur oberflächlich geschehen und das konditionierte Antwortverhalten setzt allenfalls verspätet ein. Mit Erneuerung bezeichnet man die Beobachtung, dass die Extinktion kontextabhängig ist, also ggf. nur in einer bestimmten spezifischen Umgebung der Ausgangssituation wirkt. Wird die versuchte Extinktion außerhalb dieser spezifischen Umgebung geprüft, ist ggf. eine geringere oder gänzlich fehlende Löschung festzustellen und die ursprüngliche Kopplung scheint unverändert. Die Extinktion ist nur auf eine bestimmte Umgebung begrenzt geschehen. Wiederinkraftsetzung bezeichnet das Phänomen, dass, nachdem ggf. eine Zeit lang der Zusammenhang der konditionierten Reaktion entkoppelt und damit auch die Extinktion erfolgreich war, eine wiederholte Darbietung der Kopplung eben zur Wiederinkraftsetzung der ursprünglichen Programmierung führt. Die Entkopplung war nicht nachhaltig.

## Anwendungsgebiete
In der Verhaltenstherapie beispielsweise im Zusammenhang mit der Behandlung von Angst- oder Belastungsstörungen sowie Suchterkrankungen und in der experimentellen Forschung wird die Extinktion gezielt zur Verhaltenssteuerung im Sinne der klassischen oder der instrumentellen und operanten Konditionierung genutzt.
Anfang der 1970er Jahre wurde das Rescorla-Wagner-Modell entwickelt und seitdem überarbeitet, u. a. um Extinktionsprozesse bzw. deren Erfolgswahrscheinlichkeit vorhersagbar zu machen. In den verschiedenen Richtungen der Neurowissenschaften und auch in der Immunologie (Konditionierung des Immunsystems) spielt die Erforschung von Extinktionsprozessen eine bedeutende Rolle.